# Labiostrombus epidromis
Espèce
Labiostrombus epidromis est une espèce de mollusques gastéropodes marins vivant dans l'Océan Pacifique.

## Caractéristiques
- Taille : 5 à 10 cm.
- Répartition : îles Ryūkyū, Queensland (Australie) et Nouvelle-Calédonie.

## Philatélie
Ce coquillage figure sur une émission de la Nouvelle-Calédonie de 1970 (valeur faciale : 1 F).